# Droit de la famille en France
Le droit de la famille en France est une branche du droit privé, dont le contenu est principalement d'inspiration légale (Code civil) mais aussi jurisprudentielle et doctrinale. Celui-ci organise les liens juridiques entre les différents membres d'une même famille.
La famille est généralement définie comme l'ensemble des personnes partageant un lien d'alliance, d'ascendance ou de descendance.
En droit français, le couple est établi juridiquement par le mariage, le pacte civil de solidarité (PACS) ou le concubinage (le statut de ce dernier étant encore parfois débattu).
La famille par descendance, ou filiation, est établie soit par le sang (famille biologique), soit par la possession d'état (famille sociologique) ou l'entrée volontaire d'un enfant dans la famille (l'adoption). En droit français, la vérité biologique n'a pas de valeur supérieure à la vérité sociologique, l'enjeu principal étant l'intérêt de l'enfant. De ce fait, il n'y a pas de définition légale de la notion de famille dans le Code civil car il n'y a pas de consensus sur la définition.
Néanmoins, la doctrine propose différentes théories de la notion juridique de famille. Hauriou estime la famille comme une institution au même titre qu'une société ou une association loi de 1901, il prône la théorie institutionnelle. C'est une théorie qui pourrait pousser à considérer la famille comme une personne morale car son existence est due à une volonté commune (de vivre ensemble en tout cas dans le cas de la famille). C'est une conception soutenu par Savatier. En dehors du fait que la famille soit aussi composée d'un groupement de personnes et de biens, son patrimoine n'est pas unifié comme si elle était une personne morale et n'a pas de représentant comme une personne morale, elle ne peut pas non plus poursuivre en justice comme une personne morale. Pour cette raison, la famille n'est pas vu comme une personne morale.
D'autres théories doctrinales estiment la famille comme une fonction dans la société, c'est-à-dire une spécialisation fonctionnelle, un rôle que le reste de la société ne remplit pas comme l'obligation alimentaire. Il existe aussi une théorie marxiste de la famille.

## Mariage
Le mariage est la première forme d'alliance consacrée par le droit français. Au départ héritage religieux, les règles se sont vues modifiées au fur et à mesure afin d'être propres à une cérémonie civile, dénuée de portée religieuse et seule reconnue par l'État.

### Conditions
Le mariage nécessite des conditions de fond (capacité, âge, consentement...) mais aussi des conditions de forme (publicité, bans...). Celles-ci sont énumérées dans le chapitre Ier : « Des qualités et conditions requises pour pouvoir contracter mariage » du Titre V : « Du mariage » du Livre Ier : « Des personnes » du Code civil.

#### Conditions de fond
Les conditions de fond du mariage correspondent aux règles de validité du mariage. L'absence de celles-ci entraîne la nullité du mariage et peut être motif de sanction a posteriori tant pour le couple que pour l'officier d'état civil (ex. : Art. 157).

##### Âge
Alors que le mariage n'était autorisé qu'à partir de 18 ans pour les hommes mais de seulement 15 ans pour les femmes, la loi du 4 avril 2006 renforçant la prévention et la répression des violences au sein du couple ou commises contre les mineurs, par son article premier, a modifié l'article 144 du Code civil.
L'article 144 du Code civil qui était précédemment rédigé comme suit : « L'homme avant dix-huit ans révolus, la femme avant quinze ans révolus, ne peuvent contracter mariage. » dispose désormais : « Le mariage ne peut être contracté avant dix-huit ans révolus. »

###### Autorisation pour motif grave: cas des mineurs
Malgré la nécessité de la majorité pour le mariage une dispense peu cependant être accordée par le procureur de la république pour motifs graves. Cette situation est prévue par l'article 145 du Code civil.
Cette pratique nécessite cependant l'autorisation des parents (Articles 148 à 155 du Code civil).
Plusieurs règles sont à retenir:
- S'il existe un désaccord entre les parents, celui-ci vaut consentement : Article 148 du Code civil.
- Si l'un des deux parents se trouve dans l'impossibilité de donner son consentement (absence, adresse inconnue, décès...), celui de l'autre suffit : Art. 149 C.civ.
- Si les deux parents se trouvent dans l'impossibilité de donner leur consentement, c'est aux aïeuls et aïeules de le faire : Art. 150 du C.civ. (la règle du désaccord s'applique aussi).

Le mariage provoque automatiquement l'émancipation du mineur.

##### État de santé
Il n'y a pas de limite d'âge maximum pour se marier et « aucune maladie ou infirmité ne constitue un empêchement à mariage ».
Le mariage in extremis est permis, c'est-à-dire qu'il est possible de se marier juste avant de mourir (articles 75 et 169 du Code civil).
Cette possibilité est poussée à l'extrême avec le mariage posthume. L'article 171 du Code civil prévoit que : « Le président de la république peut, pour des motifs graves, autoriser la célébration du mariage en cas de décès de l'un des futurs époux, dès lors qu'une réunion suffisante de faits établit sans équivoque son consentement. » Dans cette situation, on considère que la date de prononcé du mariage est la veille de la mort.
Ce mariage ne permet pas d'hériter de son époux/épouse décédé(e).

##### Capacité
Hors le cas des mineurs (cf. Autorisation pour motif grave), d'autres personnes ne peuvent se marier sans autorisation d'un tiers.

###### Majeurs protégés
Le mariage d'un majeur sous curatelle n'est permis qu'avec l'autorisation de son curateur ou, à défaut, du juge des tutelles (Art. 460 du Code civil).
Pour ce qui est des majeurs sous tutelle, ils doivent obtenir l'approbation du juge des tutelles ou du conseil de famille s'il est constitué. Le conjoint doit être auditionné et, le cas échéant, l'avis des parents et de l'entourage est requis. (Article 460 alinéa 2 du Code civil).

##### Consentement
C'est l'élément le plus important pour la validité du mariage.

« Il n'y a pas de mariage lorsqu'il n'y a point de consentement. »

— (article 146 du Code civil)
Il est matérialisé par tout moyen durant la cérémonie du mariage et personnellement.
Le consentement ne doit pas être vicié. Ainsi, le mariage contracté par une personne atteinte de troubles mentaux n'a pas de validité (Cass. civ. 1 ; 28 mai 1980).
L'absence d'intention matrimoniale, c'est-à-dire la poursuite d'autre but que le mariage en soi est une cause de nullité du mariage (mariage blanc).

###### Vices du consentement
L'article 180 du Code civil indique que le consentement ne peut être vicié ni par la violence ni par l'erreur.
La violence physique mais aussi morale (même provenant des parents depuis la loi du 4 avril 2006 [article 5]) est une cause de nullité du consentement.
Le vice du consentement peut aussi résider dans l'erreur.
Ce peut-être une erreur sur la personne (qui concerne l'identité) ou sur les qualités essentielles de celle-ci. Dans le deuxième cas, ce doit être une qualité communément admise comme essentielle et qui aurait poussé la personne à ne pas se marier si elle en avait eu connaissance (erreur déterminante). Ex: annulation du mariage car la femme ne savait pas que son mari ne pouvait pas avoir d'enfant (CA Paris ; 26 mars 1982).

##### Mariage de même sexe
Alors que l'hétérosexualité des époux a longtemps été une condition implicitement nécessaire à la validité du mariage, celui-ci est aujourd'hui autorisé par la loi du 17 mai 2013 ouvrant le mariage aux couples de même sexe. Le débat à l'origine de cette loi est de longue date et le Conseil Constitutionnel avait été amené à déclarer lors d'une QPC le 28 janvier 2011 que la prohibition du mariage aux couples de même sexe n'était pas contraire à la Constitution. Celui-ci a depuis déclaré que l'ouverture du mariage aux couples de même sexe n'est pas contraire à la Constitution.
Depuis cette loi, le Code civil possède un article 143 rédigé ainsi :

« Le mariage est contracté par deux personnes de sexe différent ou de même sexe. »

##### Empêchements à mariage
En droit français les liens de famille sont susceptibles de provoquer des empêchements à mariage, ils sont catégorisés d'une part comme absolus et d'autre part comme susceptibles d'être levés par dispense.
Il est important de noter qu'on ne peut contracter mariage avant dissolution du premier : Article 147 du Code civil. C'est une règle de prohibition de la polygamie.

###### Empêchements absolus
Le mariage est prohibé entre ascendants et descendants en ligne directe, il en va de même pour les alliés dont le mariage a été dissout par divorce (Art. 161 du C.civ.). On ne peut donc pas se marier avec son ex-belle-fille divorcée.
En ligne collatérale, le mariage est prohibé entre frère et sœur, entre frères et entre sœurs, il n'en va pas ainsi pour les alliés (on peut donc se marier avec son ex-beau-frère) : Art. 162 du Code civil.

###### Empêchements susceptibles d'être levés par dispense
Ces empêchements peuvent être levés sur décision du président de la république pour motifs graves.
C'est le cas du mariage entre oncle et nièce, neveu et tante, nièce et tante ainsi que neveu et nièce : Article 163 et 164 du Code civil.
Il en est de même pour le mariage en ligne directe entre ascendants et descendants alliés lorsque la personne qui a créé l'alliance est décédée (avec son ex-belle-fille veuve) : Article 164 1° du Code civil.
Certains empêchements sont cependant contestés lorsque ceux-ci ne sont pas fondés sur un lien de sang. Ils peuvent paraître alors contradictoires avec l'article 8 de la Convention Européenne des Droits de l'Homme qui garantit le respect de la vie privée et familiale.

#### Conditions de forme du mariage
À cause de la conception civile du mariage, certaines règles de forme sont à remplir afin que celui-ci ne soit pas frappé de nullité.
Il faut rappeler que, si le mariage religieux est autorisé en France, il ne peut ni remplacer ni précéder le mariage civil. En effet, l'article 433-21 du Code pénal dispose que « tout ministre d'un culte qui procédera, de manière habituelle, aux cérémonies religieuses de mariage sans que ne lui ait été justifié l'acte de mariage préalablement reçu par les officiers de l'état civil sera puni d'un an d'emprisonnement et de 7 500 euros d'amende ». Il s'agit d'une infraction d'habitude, que la seule occurrence d'un unique acte isolé ne suffit pas à établir. Selon une thèse de droit de 2011 consacrée à L'habitude en droit pénal, "le principe de suffisance de deux comportements semble être une solution constante, inlassablement répétée, de façon positive ou négative" pour établir l'infraction d'habitude,,.

##### Formalités précédant la cérémonie
- La publication des bans : Le mariage doit être signalé par voie d'affichage public (sur des panneaux à l'entrée de la mairie) au moins huit jours avant la cérémonie qui aura lieu au plus tard un an après l'expiration de ces huit jours. Cette publication est soumise aux conditions prévues à l'article 63 du Code civil. Une dispense du procureur de la république peut être obtenue pour motifs graves (mariage in extremis) : Article 169 du Code civil ;
- La production de pièces :
  - La production de la copie intégrale de l'acte de naissance datant de moins de trois mois (ou de moins de six mois pour les consulats) : art. 70 du Code civil ou d'un acte de notoriété en cas d'impossibilité de fournir ce document conformément à l'article 71 du Code civil. ;
  - La justification de l'identité à l'aide d'une pièce d'identité ;
  - L'indication des prénoms, nom, date et lieu de naissance, profession et domicile des témoins ;
  - L'audition des témoins sauf en cas d'impossibilité ou si ce n'est pas nécessaire au vu des pièces fournies et au regard des articles 146 et 180 du Code civil[20].

##### Cérémonie
Les deux époux doivent être présents : Article 146-1 du Code civil ainsi que deux ou quatre témoins.
La cérémonie est publique, elle a lieu dans « la commune dans laquelle l'un des époux, ou l'un de leurs parents, aura son domicile ou sa résidence à la date de la publication [des bans] » : Article 165 du Code civil.
L'officier d'état civil porte lecture de certains articles, demande si les époux ont contracté un contrat de mariage puis il reçoit leur consentement. L'acte de mariage est ensuite dressé et signé.